# (27978) Lubosluka
(27978) Lubosluka est un astéroïde de la ceinture principale.

## Description
(27978) Lubosluka est un astéroïde de la ceinture principale. Il fut découvert le 29 octobre 1997 à l'Observatoire d'Ondřejov par Lenka Šarounová. Il présente une orbite caractérisée par un demi-grand axe de 2,63 UA, une excentricité de 0,14 et une inclinaison de 1,5° par rapport à l'écliptique.
L'astéroïde est nommé en l'honneur du compositeur tchèque Luboš Sluka (en) (1928-).

## Compléments